# طواف المغرب
طواف المغرب هو منافسة لسباق الدراجات بمراحل على الطريق، ينظم بالمغرب من طرف الجامعة الملكية المغربية لسباق الدراجات، في الفترة بين مارس ويونيو. يصنف السباق من طرف الاتحاد الدولي لسباق الدراجات ضمن سلسلة المدار الإفريقي درجة 2.2. 

نظمت أول نسخة من طواف المغرب سنة 1937 و فاز بها الإسباني ماريانو كانياردو (Mariano Cañardo). خلال تاريخه، تميز طواف المغرب بعدم انتظام تنظيمه، حيث تراوحت دوريته بين سنة وسنتين أو الانقطاع الطويل المدى، حيث توقف تنظيم السباق في سنة 1993، ليستأنف في 2001، ومنذ 2006، ينظم بصفة سنوية.

يعتبر محمد الكورش وعبد الرحمن الفارق ومحسن الحسايني الدراجين المغاربة الوحيدين الذين استطاعو الظفر بلقب طواف المغرب.

## تاريخ المنافسة
انطلق طواف المغرب في 1937، إبان الحماية الفرنسية للمغرب، و كان مفتوحا فقط في وجه المحترفين، إلى غاية سنة 1955. عرفت المسابقة بين 1937 و1959، سيطرة مطلقة للدراجين الفرنسيين والإسبانيين و الإيطاليين. كان أحمد الجلاحلي، المغربي الوحيد الذي وصل لمنصة التتويج خلال هذه الفترة بحلوله ثالثا في نسخة 1938.

بعد تأسيسها في 1959، تولت الجامعة الملكية المغربية لسباق الدراجات تنظيم المسابقة، التي أضحت مختلطة، تتنافس فيها الفرق المحترفة والمنتخبات الوطنية وفرق الهواة (ابتداء من 1964). كان طواف المغرب آنذاك أكثر استلزاما من الناحية التقنية، لمراحله الطويلة نسبيا (تجاوزت احيانا ال 200 كلم)، و بمراحله الجبلية الصعبة (خصوصا مرحلة أكادير مراكش التي كانت تعبر فج تيزي نتست الصعب).

عرف عقد الستينات فوز الدراج محمد الكورش بثلاث نسخ، سنوات 1960 و1964 و1965، و هو رقم قياسي في عدد مرات الفوز، إلى غاية اليوم (2012).

تميز عقدا السبعينات والثمانينات بسيطرة شبه مطلقة لدراجي أوروبا الشرقية، الذين كان طواف المغرب بالنسبة لهم شبه معسكر تدريبي، للطوافات الأوروبية الكبرى، خصوصا في المراحل الجبلية. فاز دراجو الاتحاد السوفيتي بخمس نسخ بين 1972 و 1987. محليا، استطاع مصطفى النجاري أن يصل لمنصة التتويج في 1981 (مرتبة 2) و 1983 (مرتبة 3).

كانت نسخة 1993 آخر ظهور لطواف المغرب في القرن العشرين. مباشرة بعد ذلك ستعصف خلافات داخلية بالمكتب الفيدرالي لجامعة الدراجات، ستؤدي إلى حل الجامعة وتوقف تنظيم طواف المغرب.

بعد عودة الاستقرار إلى الأجهزة التسييرية، بعث الطواف في سنة 2001، ومنذ 2006، ينظم سنويا. ساعد توفر المسابقة، بانتظام، على محتضنين اقتصاديين ودعم حكومي في استعادتها لجزء من مستوياتها التاريخية. رغم ذلك، لا زالت (في 2012) مصنفة في الدرجة 2 لسباقات المراحل، بميزانية لا تتجاوز 8 ملايين درهم مغربي (أقل من مليون أورو)، و هي ميزانية متواضعة مقارنة مع طوافات أخرى من السلسلة الإفريقية، أقل عراقة، كطواف جنوب إفريقيا مثلا (3 ملايين أورو).

في 2011، تمكن محسن الحسايني من تحقيق أول فوز مغربي بطواف المغرب منذ 1969.

## سجل الفائزين
سجل الفائزين بطواف المغرب منذ 1937: 
| السنة | المرتبة الأولى                        | المرتبة الثانية                  | المرتبة الثالثة                        |
| 1937  | إسبانيا ماريانو كانياردو              | إسبانيا أنطونيو بريور            | إيطاليا نيلو طروجي                     |
| 1938  | إسبانيا ماريانو كانياردو              | فرنسا لوي أيمار                  | المغرب أحمد الجلاحلي                   |
| 1939  | فرنسا أوريست بيرناردوني               | بلجيكا فرانسوا أدام              | إسبانيا خوليان بيرينديرو               |
| 1949  | فرنسا أندري برولي                     | فرنسا بيير برامبيا               | فرنسا ألبير دولا                       |
| 1950  | إيطاليا أوليمبيو بيتزي                | فرنسا أدولف ديليدا               | فرنسا روجي بونتي                       |
| 1951  | فرنسا أتيليو ريدولفي                  | فرنسا جينو سكيارديس              | فرنسا كليبير بيو                       |
| 1952  | إيطاليا فرانكو جياكيرو                | سويسرا مارسيل أوبير              | بلجيكا موريس بلوم                      |
| 1953  | بلجيكا إيلير كوفرور                   | إيطاليا أوغو أنزيلي              | فرنسا لوسيان تيسير                     |
| 1954  | سويسرا مارسيل أوبير                   | فرنسا سيرو بيانكي                | فرنسا لوي كابو                         |
| 1955  | بلجيكا جان ادريانسنس                  | فرنسا فرانسوا ماهي               | فرنسا جورج مونيي                       |
| 1957  | فرنسا فرانسيس أناسطازي                | إسبانيا كارميلو موراليس          | فرنسا أرمان ديكارو                     |
| 1959  | بلجيكا أندري بار                      | فرنسا ستيفان لاش                 | المغرب محمد الكورش                     |
| 1960  | المغرب محمد الكورش                    | فرنسا روبير أوبري                | فرنسا بيير تيمين                       |
| 1964  | المغرب محمد الكورش                    | بلجيكا جوزيف تيمرمان             | إسبانيا أنطونيو طوس                    |
| 1965  | المغرب محمد الكورش                    | المغرب عبد الرحمن الفارق         | فرنسا بيير كامبانيارو                  |
| 1967  | السويد غوستا بيتيرسون                 | المغرب محمد الكورش               | السويد إيريك بيتيرسون                  |
| 1968  | السويد كورد سوديرلوند                 | رومانيا غابرييل مويسيانو         | المغرب محمد الكورش                     |
| 1969  | المغرب عبد الرحمن الفارق              | سويسرا والتير بوركي              | المغرب محمد الكورش                     |
| 1971  | فرنسا كلود مانيي                      | بولندا زبينييف غورسكي            | تشيكوسلوفاكيا زدريسطان بوديك           |
| 1972  | الاتحاد السوفيتي فاليري ليكاتشيف      | هولندا فيدور دين هيرطوغ          | الاتحاد السوفيتي أناطولي سطاركوف       |
| 1974  | الاتحاد السوفيتي أندريس ياكوبسون      | الاتحاد السوفيتي أليكساندر يودين | الاتحاد السوفيتي أليكساندر غوسياتنيكوف |
| 1976  | الاتحاد السوفيتي فيكتور بانشينكوف     | الاتحاد السوفيتي آفو بيكوس       | الاتحاد السوفيتي فيكينتي باسكو         |
| 1981  | تشيكوسلوفاكيا لاديسلاف فيريباور       | المغرب مصطفى نجاري               | تشيكوسلوفاكيا ييري سكودا               |
| 1983  | ألمانيا الشرقية أندرياس بيترمان       | ألمانيا الشرقية فالك بودن        | المغرب مصطفى نجاري                     |
| 1985  | الاتحاد السوفيتي مارات غانيف          | إيطاليا بولوني                   | بولندا كوميساروك                       |
| 1987  | الاتحاد السوفيتي أرتوراس كاسبوتيس     | الاتحاد السوفيتي فاسيلي شبوندوف  | الاتحاد السوفيتي إيفان رومانوف         |
| 1993  | فرنسا ريجي سيمون                      | بيلاروس يوري سوركوف              | أوكرانيا بانكوف                        |
| 2001  | نيوزيلندا ناثان داهلبرغ               | إيطاليا فورتوناطو بالياني        | بولندا مارسين ليفاندوفسكي              |
| 2004  | جنوب إفريقيا جيريمي مارتينس           | بولندا مارسين سابا               | روسيا إيليا كريستيانينوف               |
| 2006  | سلوفاكيا يان سيبيكي                   | روسيا أليكسي باور                | روسيا فاسيلي كاتونتسيف                 |
| 2007  | جنوب إفريقيا نيكولاس وايت             | جنوب إفريقيا نيل ماكدونالد       | جنوب إفريقيا وايلون وولكوك             |
| 2008  | روسيا أليكسي شتشيبيلين                | بولندا سلافومير كوهوت            | جنوب إفريقيا أيان ماكليود              |
| 2009  | كازاخستان أليكساندر ديموفسكيخ         | بولندا بارتولومي ماتيزياك        | اليونان يوانيس تاموريديس               |
| 2010  | سلوفينيا ديان بودغورنيك               | أوكرانيا فاليري كوبزارينكو       | كرواتيا رادوسلاف روجينا                |
| 2011  | المغرب محسن الحسايني                  | جنوب إفريقيا داريل إيمبي         | جنوب إفريقيا جوهان رابي                |
| 2012  | جنوب إفريقيا رينارد يانس فان رينسبورغ | المغرب عادل جلول                 | بلغاريا إيفايلو غابروفسكي              |
| 2013  | فرنسا ماتيو بيرجي                     | سلوفاكيا ماروس كوفاتس            | كازاخستان أندريي ميزوروف               |
| 2014  | فرنسا جوليان لوبي                     | المغرب محسن الحسايني             | إيطاليا أليساندرو مازي                 |

## وصلات خارجية
- الموقع الرسمي للجامعة الملكية لسباق الدراجات